# Халкидон
Халкидо́н (Халкедо́н, Калхедо́н; др.-греч. Χαλκηδών) — древнегреческий город, расположенный в Малой Азии.

## Античность

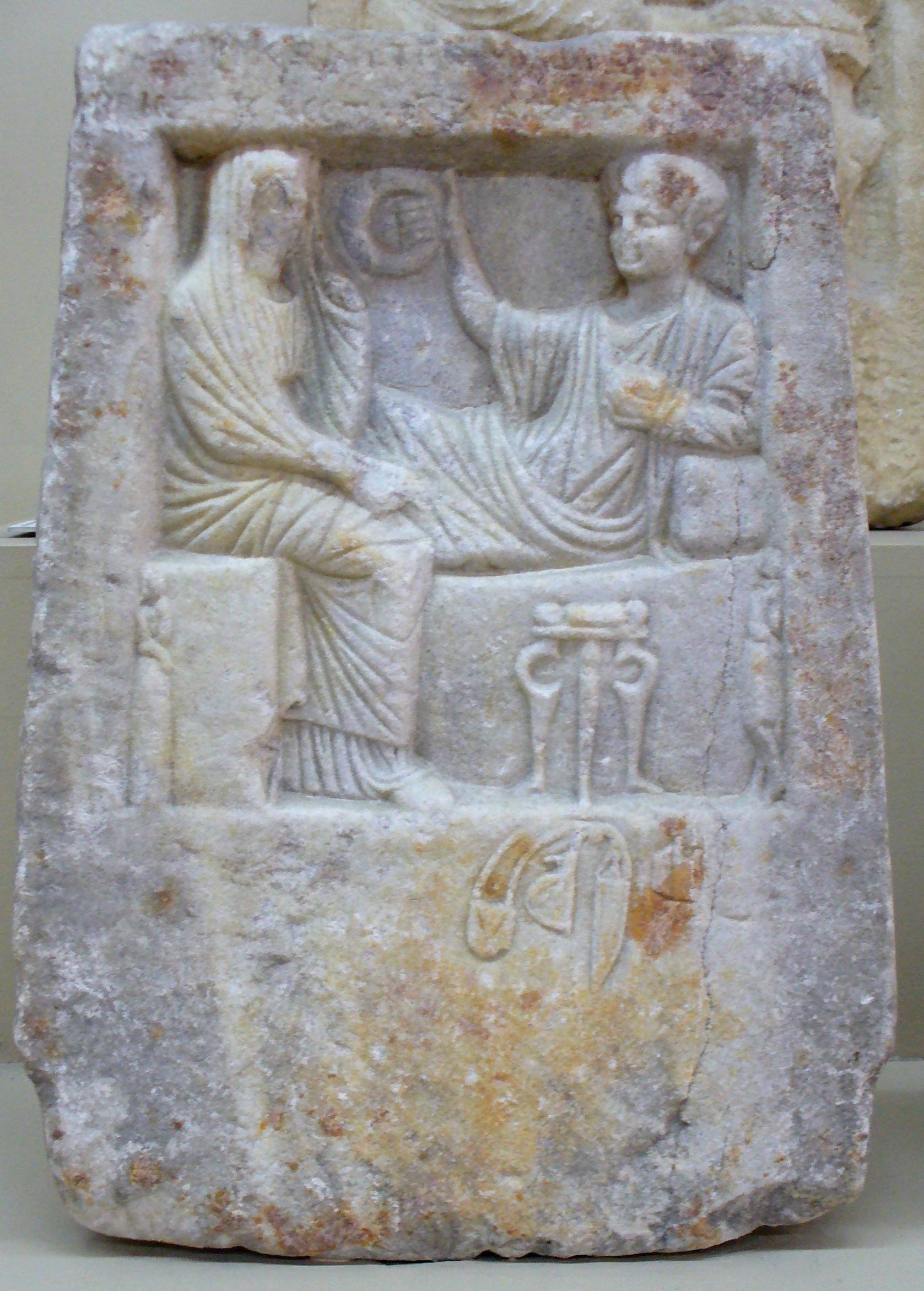
Надгробная стела I века до н. э.

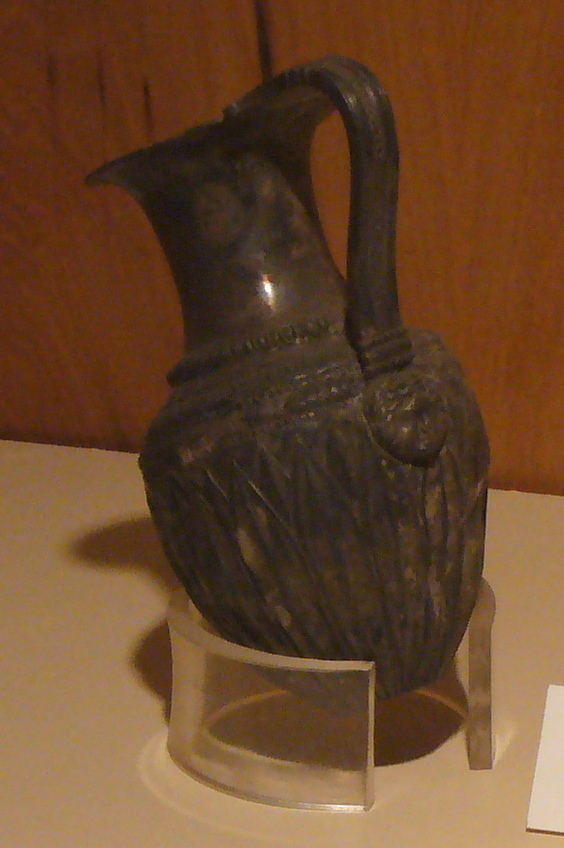
Маленький серебряный кувшин из Халкидона.

Полис был заложен в 680 году до н. э., в архаический период. В персидскую эпоху известен тиран Аристон, правивший как вассал персов (он же правил в Византии).
Весной 73 года до н. э. в этих краях на начальном этапе 3-й Митридатовой войны римляне, под командованием Марка Аврелия Котты и Публия Рутилия Нуда, потерпели полное поражение от понтийцев, потеряв около 70 кораблей и четыре тысячи пехотинцев.
В 451 году в храме великомученицы Евфимии прошёл Четвёртый Вселенский собор, утвердивший нынешний текст Символа веры и осудивший монофизитство.

## Современность
В настоящее время является районом Кадыкёй современного Стамбула. Новое название переводится как «деревня кади» в честь, как считается, первого кади (прокурора) Стамбула, которому была дарована эта территория в удел. Возможно, что название является отуреченным вариантом византийского названия Халкидон.

## Известные жители
- Фрасимах (V век до н. э.) — древнегреческий софист;
- Ксенократ Халкидонский (IV век до н. э.) — древнегреческий философ;
- Фалей Халкидонский (IV век до н. э.) — древнегреческий государственный деятель;
- Герофил (ок. 335—280 до н. э.) — древнегреческий врач и анатом;
- Боет (III—II века до н. э.) — скульптор и художник;
- Евфимия Всехвальная (III век) — христианская святая и мученица, святой покровитель Халкидона.